# حوراء بللسمر
حوراء بللسمر: أحد مراكز إمارة منطقة عسير، تقع في شمال أبها على مسافة 105 كيلاً. ويقطنها 3333 نسمة.